# CPNE6
CPNE6‏ (Copine 6) هوَ بروتين يُشَفر بواسطة جين CPNE6 في الإنسان.